# Lepidagathis montana
Lepidagathis montana là một loài thực vật có hoa trong họ Ô rô. Loài này được (Mart.) Kameyama mô tả khoa học đầu tiên năm 2008.